# Faringitis
La faringitis (del griego pharynx "garganta" y el sufijo -itis "inflamación") es una inflamación de la parte posterior de la garganta, conocida como faringe. Por lo general, produce dolor de garganta y fiebre. Otros síntomas pueden incluir secreción nasal, tos, dolor de cabeza, dificultad para tragar, inflamación de los ganglios linfáticos y voz ronca. Los síntomas suelen durar de 3 a 5 días, pero pueden durar más según la causa. Las complicaciones pueden incluir sinusitis y otitis media aguda. La faringitis es un tipo de infección del tracto respiratorio superior.
La mayoría de los casos son causados por una infección viral. La faringitis estreptocócica, una infección bacteriana, es la causa en aproximadamente el 25% de los niños y el 10% de los adultos. Las causas poco comunes incluyen otras bacterias como el gonococo, hongos, irritantes como el humo, alergias y enfermedad por reflujo gastroesofágico. No se recomiendan pruebas específicas en personas que tienen síntomas claros de una infección viral, como un resfriado. De lo contrario, se recomienda una prueba rápida de detección de antígenos o un hisopo de garganta. La prueba de PCR se ha vuelto común, ya que es tan buena como tomar un hisopo de garganta, pero da un resultado más rápido. Otras afecciones que pueden producir síntomas similares incluyen epiglotitis, tiroiditis, absceso retrofaríngeo y ocasionalmente enfermedades cardíacas.
Se pueden utilizar AINE, como el ibuprofeno, para ayudar con el dolor. Los medicamentos anestésicos, como la lidocaína tópica, también pueden ayudar. La faringitis estreptocócica generalmente se trata con antibióticos, como penicilina o amoxicilina. No está claro si los esteroides son útiles en la faringitis aguda, excepto posiblemente en casos graves, pero una revisión de 2020 encontró que cuando se usan en combinación con antibióticos mejoraron moderadamente el dolor y la probabilidad de resolución.
Aproximadamente el 7,5% de las personas tienen dolor de garganta en cualquier período de 3 meses. No son infrecuentes dos o tres episodios en un año.

## Clasificación

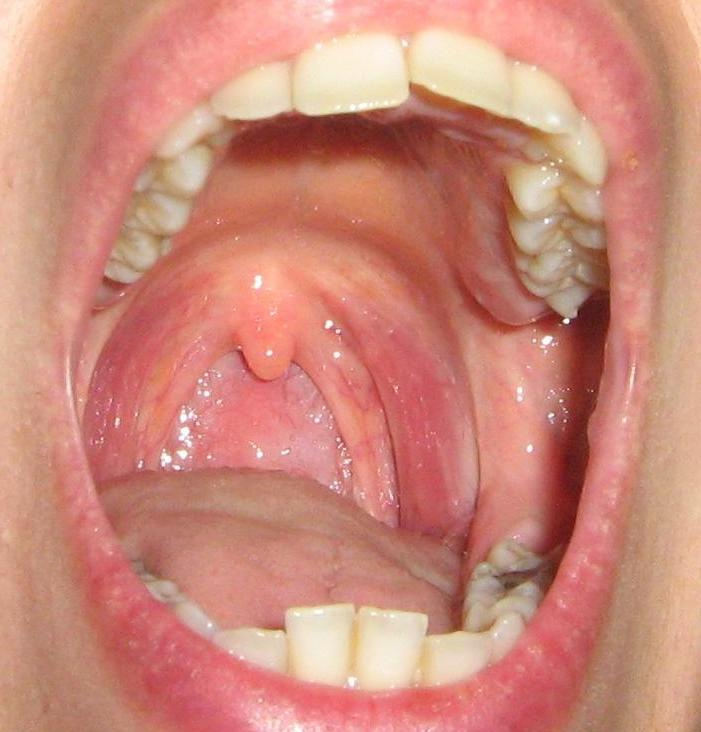
Una garganta normal

La faringitis es un tipo de inflamación causada por una infección del tracto respiratorio superior. Puede clasificarse en aguda o crónica. La faringitis aguda puede ser catarral, purulenta o ulcerosa, dependiendo del agente causal y de la capacidad inmune del individuo afectado. La faringitis crónica puede ser catarral, hipertrófica o atrófica.
La amigdalitis es un subtipo de faringitis. Si la inflamación incluye tanto las amígdalas como otras partes de la garganta, se le puede llamar faringoamigdalitis o faringoamigdalitis. Otra subclasificación es la nasofaringitis (el resfriado común).
Dolor de garganta de clérigo o garganta de clérigo es un término arcaico utilizado anteriormente para la faringitis crónica asociada con el uso excesivo de la voz como al hablar en público. A veces se le llamaba disfonía clericorum o foliculitis crónica y dolor de garganta.

## Causa
La mayoría de los casos se deben a un organismo infeccioso adquirido por contacto cercano con un individuo infectado.

### Viral

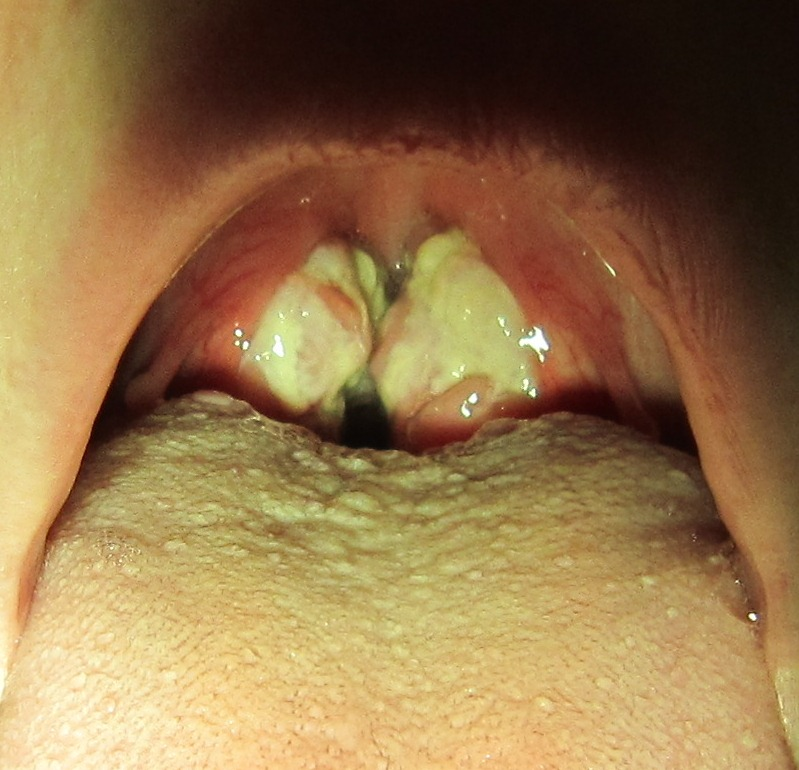
Faringitis exudativa en una persona con mononucleosis infecciosa.

Estos representan alrededor del 40% al 80% de todos los casos infecciosos y pueden ser una característica de muchos tipos diferentes de infecciones virales.
- El adenovirus es la más común de las causas virales. Por lo general, el grado de agrandamiento de los ganglios linfáticos del cuello es modesto y la garganta a menudo no aparece enrojecida, aunque sí es dolorosa.
- La familia Orthomyxoviridae, que causa la influenza, se presenta con fiebre alta, dolor de cabeza y dolor generalizado de aparición rápida. Puede estar asociado a dolor de garganta.
- La mononucleosis infecciosa ("fiebre glandular") es causada por el virus de Epstein-Barr. Esto puede causar una inflamación significativa de los ganglios linfáticos y una amigdalitis exudativa con marcado enrojecimiento e hinchazón de la garganta. Si se sospecha esto, se puede utilizar la prueba de heterófilo.
- El virus del herpes simple puede causar múltiples úlceras en la boca.
- Sarampión.
- Resfriado común: el rinovirus, el coronavirus, el virus respiratorio sincitial y el virus parainfluenza pueden causar infección de la garganta, el oído y los pulmones, provocando síntomas típicos similares al resfriado y, a menudo, dolor.

### Bacteriano
La bacteria más común en una infección de garganta es el estreptococo del grupo A (Streptococcus pyogenes), pero otros incluyen Streptococcus pneumoniae, Haemophilus influenzae, Bordetella pertussis, Bacillus anthracis, Corynebacterium diphtheriae, Neisseria gonorrhoeae, Chlamydophila pneumoniae, Mycoplasma pneumoniae y Fusobacterium necrophorum.

#### Faringitis estreptocócica

Un caso de faringitis estreptocócica

La faringitis estreptocócica o faringitis estreptocócica es causada por un estreptococo betahemolítico del grupo A (GAS). Es la causa bacteriana más común de casos de faringitis (15-30%). Los síntomas comunes incluyen fiebre, dolor de garganta y ganglios linfáticos grandes. Es una infección contagiosa que se transmite por contacto cercano con una persona infectada. Se realiza un diagnóstico definitivo basándose en los resultados de un cultivo de garganta. Los antibióticos son útiles tanto para prevenir complicaciones (como la fiebre reumática) como para acelerar la recuperación.

#### Fusobacterium necrophorum
Fusobacterium necrophorum es un habitante normal de la flora orofaríngea y ocasionalmente puede crear un absceso periamigdalino. En uno de cada 400 casos no tratados se produce el síndrome de Lemierre.

#### Difteria
La difteria es una infección de las vías respiratorias superiores potencialmente mortal causada por Corynebacterium diphtheriae, que ha sido erradicada en gran medida en los países desarrollados desde la introducción de los programas de vacunación infantil, pero todavía se reporta en el Tercer mundo y cada vez más en algunas áreas de Europa del Este. Los antibióticos son eficaces en las primeras etapas, pero la recuperación suele ser lenta.

#### Otros
Algunas otras causas son raras, pero posiblemente fatales, e incluyen infecciones del espacio parafaríngeo: absceso periamigdalino ("absceso de angina"), infección del espacio submandibular (angina de Ludwig) y epiglotitis.

### hongos
Algunos casos de faringitis son causados por una infección por hongos, como Candida albicans, que causa aftas bucales.

### No infeccioso
La faringitis también puede ser causada por irritación mecánica, química o térmica, por ejemplo, aire frío o reflujo ácido. Algunos medicamentos pueden producir faringitis, como el pramipexol y los  antipsicóticos.

## Diagnóstico
| Puntos    | Probabilidad de estreptococo | Gestión                                                                  |
| --------- | ---------------------------- | ------------------------------------------------------------------------ |
| 1 o menos | <10%                         | No se necesitan antibióticos ni cultivos.                                |
| 2         | 11-17%                       | Antibiótico basado en cultivo o prueba rápida de detección de antígenos. |
| 3         | 28-35%                       | Antibiótico basado en cultivo o prueba rápida de detección de antígenos. |
| 4 o 5     | 52%                          | Antibióticos empíricos                                                   |

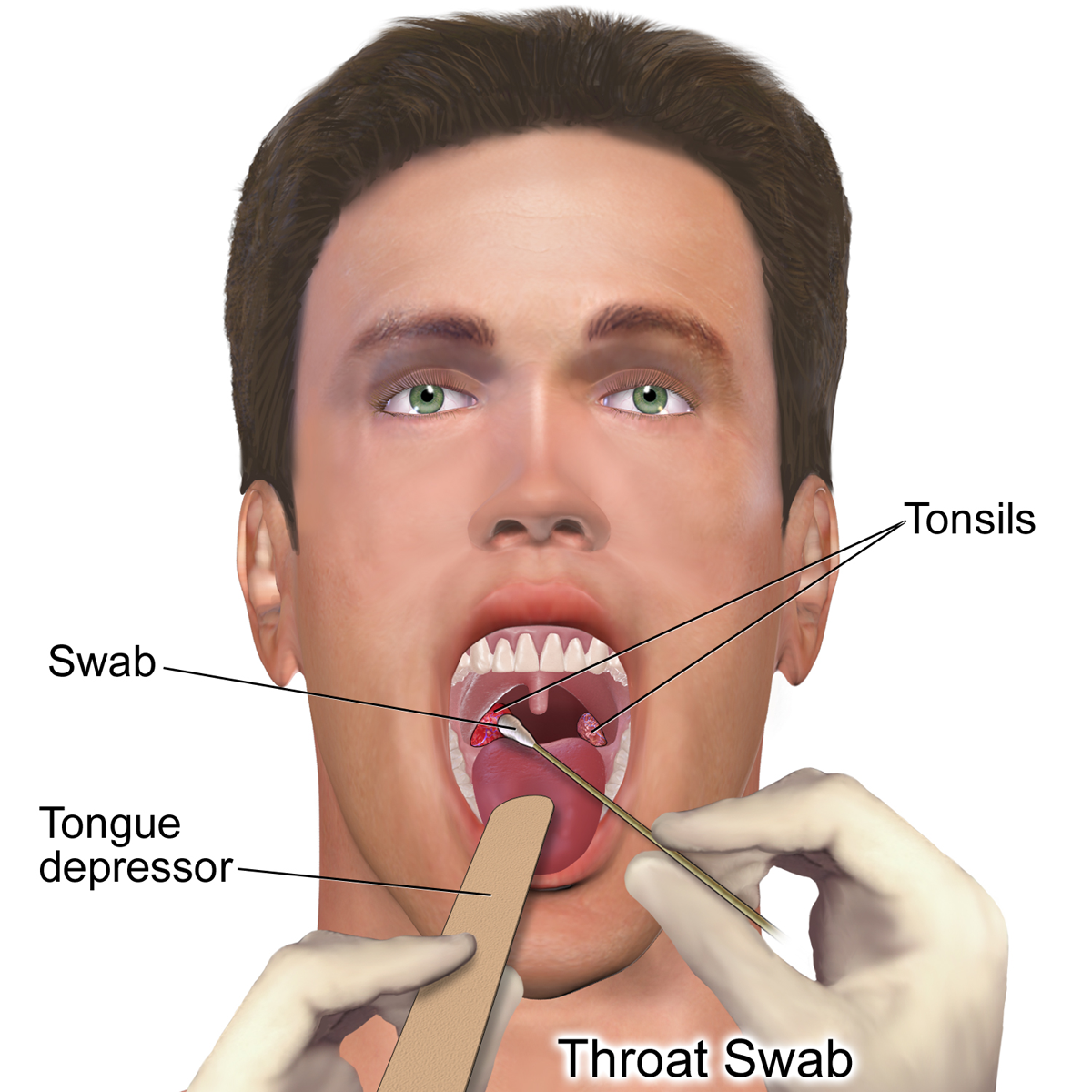
hisopo de garganta

Es difícil diferenciar una causa viral y una bacteriana del dolor de garganta basándose únicamente en los síntomas. Requiriendo de un hisopo de garganta para descartar una causa bacteriana.
Los criterios de Centor modificados pueden usarse para determinar el manejo de personas con faringitis. Según cinco criterios clínicos, indica la probabilidad de una infección estreptocócica.
Se otorga un punto por cada uno de los criterios:
- Ausencia de tos
- Ganglios linfáticos cervicales inflamados y sensibles
- Temperatura superior a 38 grados Celsius (100,4 °F)
- Exudado o hinchazón amigdalina
- Edad menor de 15 años (se resta un punto si la edad es mayor de 44 años)

La Sociedad Estadounidense de Enfermedades Infecciosas desaconseja el tratamiento empírico y considera que los antibióticos solo son apropiados después de pruebas positivas. No es necesario realizar pruebas en niños menores de tres años, ya que tanto el estreptococo del grupo A como la fiebre reumática son poco comunes, excepto si tienen un hermano con la enfermedad.

### Diagnóstico diferencial
Se debe realizar un diagnótico diferencial con:
- Obstrucción de las vías respiratorias por cualquier causa
- Rinitis alérgica
- Cáncer de cabeza y cuello
- Enfermedad por reflujo gastroesofágico
- Absceso periamigdalino
- Difteria
- Epiglotitis
- Virus del herpes simple
- Mononucleosis

## Manejo
La mayoría de las veces el tratamiento es sintomático. Los tratamientos específicos son eficaces para las infecciones bacterianas, fúngicas y por herpes simple.

### Medicamentos
- Los analgésicos, como los AINE y el paracetamol, pueden ayudar a reducir el dolor asociado con el dolor de garganta. La aspirina puede usarse en adultos, pero no se recomienda en niños debido al riesgo de síndrome de Reye.[20]
- Los esteroides (como la dexametasona) pueden ser útiles para la faringitis grave.[32][12] Sin embargo, su uso general no está suficientemente respaldado.[11]
- La lidocaína viscosa alivia el dolor adormeciendo las membranas mucosas.[33]
- Los antibióticos son útiles si una infección bacteriana es la causa del dolor de garganta.[34][35] Para las infecciones virales, los antibióticos no tienen ningún efecto. En Estados Unidos, se utilizan en el 25% de las personas antes de que se detecte una infección bacteriana.[36]
- En soluciones analgésicas orales, el ingrediente activo suele ser fenol, pero también, con menos frecuencia, benzocaína, cloruro de cetilpiridinio y/o mentol.

### Alternativa
A menudo se sugiere hacer gárgaras con agua salada, pero no hay evidencia que respalde o desaconseje esta práctica. El uso de medicinas alternativas para el tratamiento del dolor de garganta tiene poco respaldo por evidencia.

## Epidemiología
La faringitis aguda es la causa más común de dolor de garganta y, junto con la tos, se diagnostica en más de 1,9 millones de personas al año en Estados Unidos.